# Napisten
A napisten egy égi istenség, aki a Napot képviseli vagy egy aspektusát. A napkultusz különböző formákban felfedezhető az egész történelem során. 
Az európai kultúrkörben a Napot néha a latin Sol vagy a görög Héliosz nevén említették.

## Történelem
A Nap a Földön kialakult, sok millió formában létrejött életnek a fenntartója, és valószínűleg a szülője is volt. Az összes élőlényt a Nap energiája, fénye és melege tartja életben; ezért tisztelete már ősidőktől fogva kimutatható; a Napot istenségként tisztelték és a napkultusz a Föld minden táján elterjedt, egyes régiókban pedig meghatározó kultuszként működött. Az, hogy a világosság legyőzi a sötétséget, egyfajta szimbólum volt arra, hogy az élet folyamatos és végtelen, így minden kultúrába beépült az e jelképet fizikailag hordozó Nap. Ünnepei gyakran a téli napfordulóhoz kapcsolódtak, amikortól már az éjszakák megrövidülnek, a nappalok pedig hosszabbak lesznek. A Nap istenkénti tisztelete nemcsak a kezdeti közel-keleti társadalmakban terjedt el, hanem lényegében globálisan, az egész történelem folyamán kimutatható.  
Számos istenséget azonosítottak a Nappal. Tiszteletére, kegyeinek elnyerésére és megtartására helyenként emberáldozatokat is bemutattak. 

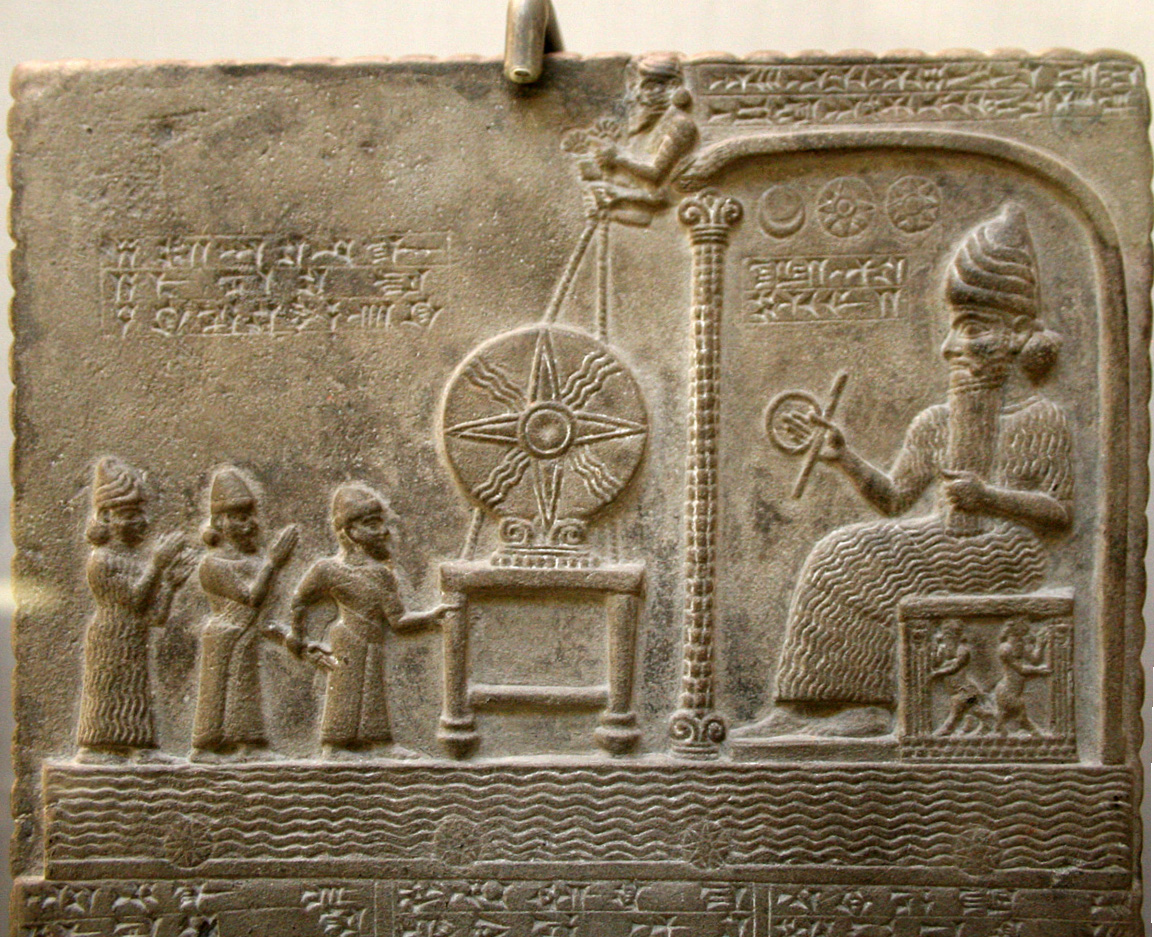
Samas napisten ülő alakban a templomában. Balra felette a Hold-Vénusz-Nap szent csillaghármas

### Ókori Közel-Kelet
A sumer napisten, Utu kultusza az i. e. 4–3. évezredben jelent meg, szerepét később az akkád Samas vette át. Samas keleten, a hegyek ormán kel fel, fénylő szekerén járja végig útját az égen; ő segíti a harcosokat a győzelemhez, ő oltalmazza a királyokat. Egy mezopotámiai relief egy templomban ülve ábrázolja az emberalakot öltött istent (lásd a kép). 
Hammurapi babiloni király híres törvénysztéléjén Samas napisten, a törvény és igazságosság legfőbb őre diktálja a királynak törvényeit.
Nergál is eredetileg napisten volt; néha Samassal azonosították.
A föníciai istenségnek, Melkartnak napisteni szerepköre is volt, éppúgy december 25-én ünnepelték újjászületését, mint a többi szoláris jellegű keleti isten, például Mithrász esetén.

### Egyiptom

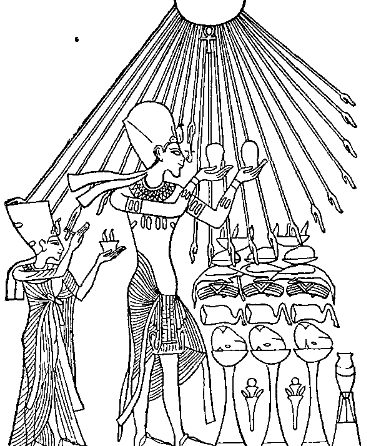
Aton az élet jelét, az ankh-keresztet nyújtja az áldozatot bemutató Ehnaton fáraónak. A két könyökben feltartott kar az ember életerejének, belső energiájának szimbóluma

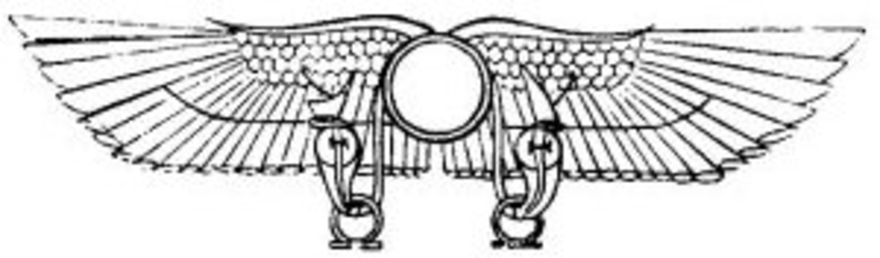
A szárnyas nap, Hórusz egyik ősi szimbóluma

Egyiptomban a Napot különböző alakokban időtlen idők óta imádták. Ré az égitest neve volt, Aton a napkorongé. Más alakjai a hasonlóságokon alapuló következtetésekből születtek. Hórusz sólyom szüntelenül ott lebegett az egyiptomi égbolton, mintha társa lenne a Napnak, akivel hamarosan azonosította is a néphit. 
Ré napkultusza az óbirodalomtól kezdve fontos szerepet játszott a politikai életben. A IV. dinasztia fáraói Ré fiainak nyilvánították magukat, hivatalos megszólításuk két utolsó szavát kártusba, ovális, a végén egyenes vonallal lezárt gyűrűbe íratták, amely az uralkodókkal azonosított égitest útjának univerzalitását jelképezte.  Az istent fedetlen templomokban imádták. Az udvaron állt az obeliszk, annak a szent kőnek a jelképe, amelyen a Nap megpihent a világ első hajnalán. A piramis tetején az arany piramidion az ég felé mutatott; a megkövült napfénypászma alakja lehetővé tette, hogy a halott király könnyebben feljuthasson "apjához, Réhez", akivel közös jövőjét a piramisszövegek szavatolják. Egy legenda szerint a IV. dinasztia uralkodóit tevőlegesen is Ré nemzette egyik papjának feleségével. 
Ámon kezdetben a thébai körzet istene volt. Később azonosították Ré-vel, és elnevezték Ámon-Ré-nek. A középbirodalomtól Ámon-Ré uralkodott a vallási és politikai életben az újbirodalom végéig.  Ő volt az, aki az egész Földet alkotta. Ember képében ábrázolták, akinek a fejét sólyomtoll ékesíti, olykor (Luxor) szorosan bepólyált, itüfallikus alaknak, vagy kosnak, ami az isten szent állata volt. Ámon papsága félelmetes tekintélyre tett szert. Ellensúlyozására a 18. dinasztia közepe táján az uralkodók a héliopoliszi papsághoz közeledtek, előnyben részesítve a régi Ré-t. Úgy tűnik, hogy III. Thutmózisszal kezdődően a királyok Rét akarták megtenni a hatalmas birodalom összes országát egyesítő szellemi kötelékké. 
Ehnaton fáraó határozott célja volt, hogy egyetlen istennel helyettesítse a teljes régi istenvilágot. Az egyedüli és kizárólagos istennek Atont, a napkorongot tette meg.
Az Aton-kultusz jellegzetes ikonográfiai eleme a napkorongból eredő sugarak, mint áldó kezek ábrázolása.
Az Aton-kultusz gyökerei régebbi időkre nyúlnak vissza. Sem a kép (napkorong sugárkezekkel), sem a név (Aton) nem teljesen új az egyiptomi vallásban. A sokkezű napistent már a Középbirodalom koporsószövegei is említik. Ugyancsak már a Középbirodalom idején is szerepel az Aton szó is a Nap neveként. Az Újbirodalom korában egyre gyakrabban tűnik fel, annak jeleként, hogy a Nap-vallásban átalakulási folyamat ment végbe.
"Ő adja az erőt a földön, a megdicsőülést az alvilágban, a lélek kijövetelét, hogy az felüdüljön a ká házában"  - olvasható Meriré amarnai sírjában.
Ehnaton törvénybe foglalta az egyistenhitet, amely haláláig állt fenn. Az Aton-himnusz az egy-isten vallás művészi összefoglalása.

### Perzsia
A perzsa vallásban a mágusok fehér lovakkal áldoztak a Napnak. Egyértelmű, hogy a lóáldozat a Nap tiszteletével állt kapcsolatban, és az is valószínű, hogy a csodatevő Nap lovait jóslásokra is használták, innen a táltos ló kifejezés.
A szárnyas napkorong volt az egyik legfőbb isten, Ahura Mazdá hatalmának legfőbb jele (ez jelenik meg pl. a perszepoliszi palota egyik domborművén). Az Aveszta a Napot Ahura Mazdá különleges szemének tartja, és Ahura Mazdát úgy ábrázolják, amint félig kiemelkedik a szárnyas napkorongból. Azt mesélik a „sugárzó"Jimáról, hogy azt kívánta, hogy alattvalói istenként tiszteljék, amiért is büntetésül az alvilág uralkodója (halott napisten) lett. Lent ugyanis nem láthatta többé a Nap fényét, azaz megfosztották szeme világától. 
Hérodotosz alapján a Napot Mithrász alakjában tisztelték. Zarathusztra reformja előtt Mithra-Mithrász Ahura Mazdá után a második helyet foglalta el az iráni panteonban. Az iráni vallással egy tőről fakadt ind vallás Rigvédájában Varunával, az iráni Avesztában Ahura Mazdával alkot párt. A perzsa királyok Mithrász védencének tartották magukat; ő általa győzedelmeskedtek és ő szentesítette uralmukat az alattvalóik felett.

### Európa

#### Neolitikum
Az i. e. 3. évezredben felállított angliai Stonehenge-ről sokan úgy vélekednek, hogy a napkultusz egyik helyszíne volt. Legalább két egyértelmű csillagászati tájolás szerint épült: a nyári napforduló napfelkeltéje és a téli napforduló naplementéje. Az ír Newgrange-i halom 20 méter hosszú folyosója szintén keskeny napsugarat enged be a téli napforduló napfelkeltekor, ami egykor az ide temetett emberek csontjaira vetült. 
Akik egyszer ide temetkeztek, talán abban hittek, hogy az „újjászülető Nap” sugarai nemcsak bearanyozzák, hanem új életre is keltik a halottakat.
Számtalan ehhez hasonló kőkori építmény található Európában.

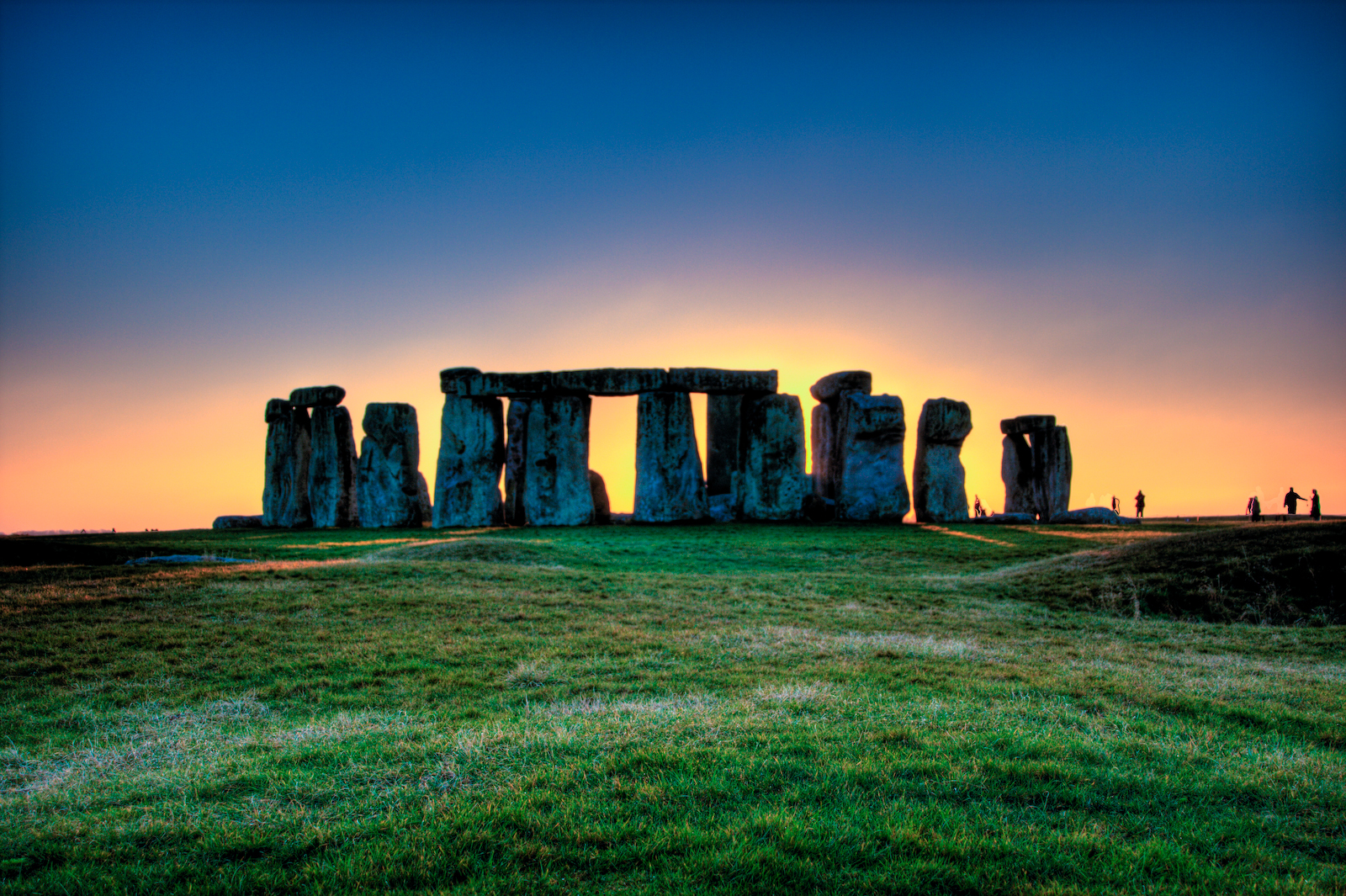
Stonehenge
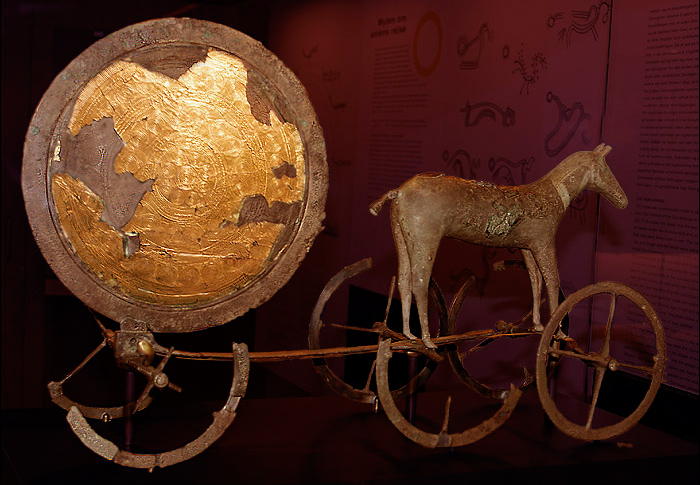
A trundholmi bronzkori sírban talált napszekér
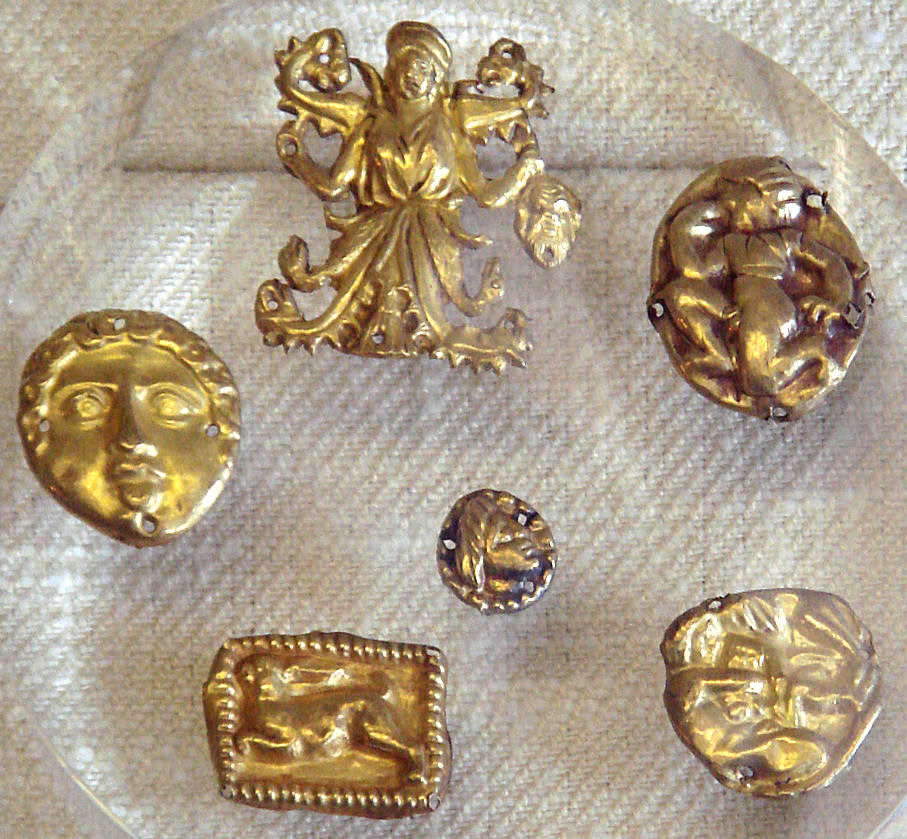
Szkíta varázsszerek, közöttük a Nap, napkorong ábrázolása

#### Ókor

##### Sztyeppei kultúrák
A szkíta népek természethívők voltak. Napistenük hímnemű volt, és a görögök hallása szerint lejegyzett Goitoszürosz (Γοιτοσυρος) illetve Oitoszürosz (Οἰτόσυρος) névvel illették; istenségüknek Sztrabón szerint lovat áldoztak. Vallásukat a korai proto-indo-iráni vallással kapcsolatban állónak feltételezik, amely befolyásolta a későbbi szláv, magyar és török mitológiákat is.
Az eurázsiai nomád, sztyeppei népekre jellemző volt a naptisztelet. Az ázsiai hunok, de a mongolok és más közép- illetve belső-ázsiai népcsoportok között is szokás a napüdvözlet, azaz hajnali napimádat. A szertartás során az ember egy magaslati helyre vonul, majd rangjeleit letéve meghajol a felkelő nap előtt, így adva hálát az életért, az erőért, a jó(l)létért, az új reggelért. Bizonyos elképzelések szerint a hun, illetve kun törzsnevek az ótörök kün ’nap’ szóra vezethetők vissza.
A Nap-tiszteletnek a Krisztus születése körüli időkben a Kárpát-medencében is kiemelkedő szerepe volt.

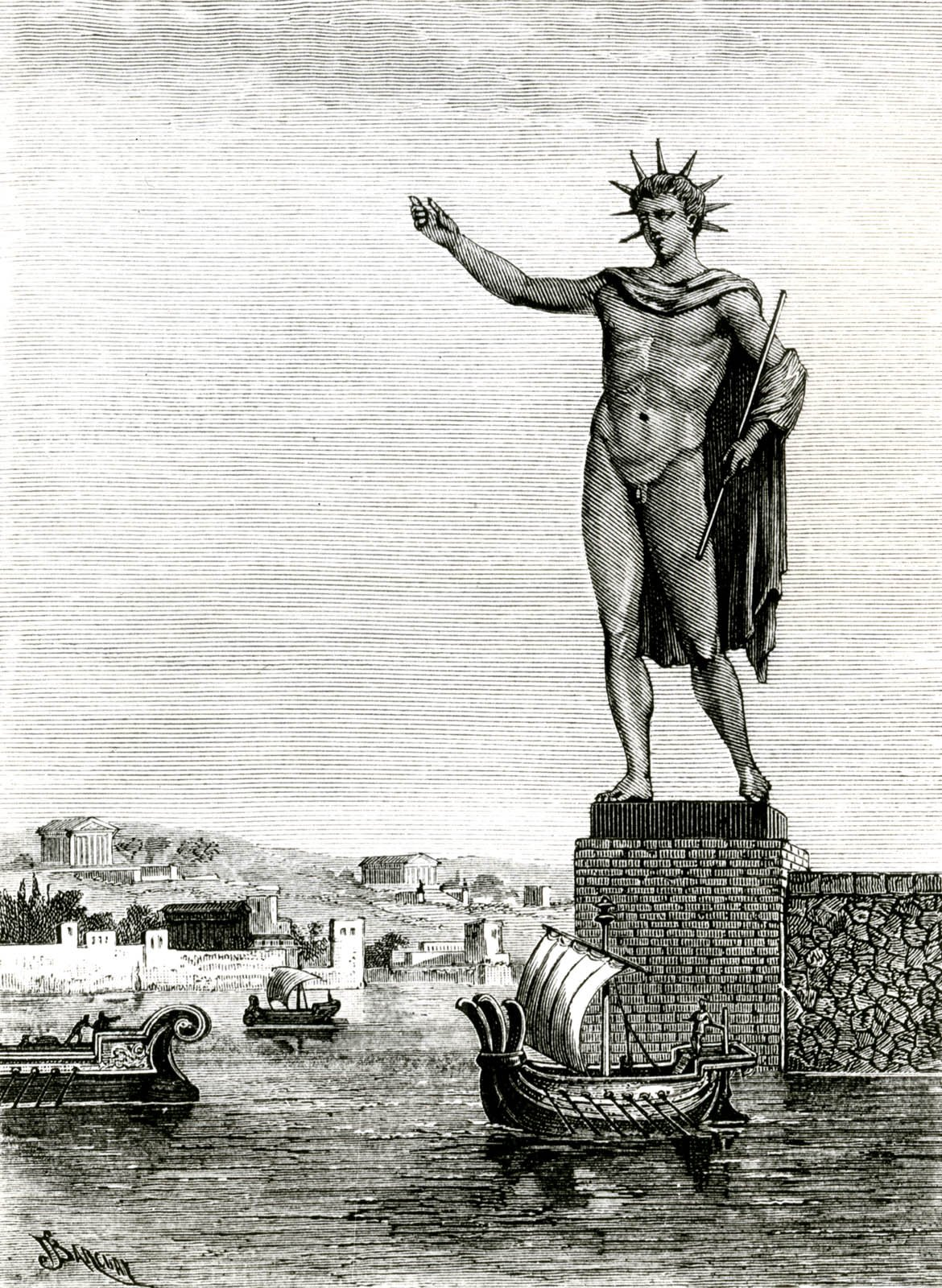
Az ókori világ hét csodájának egyike, a rodoszi kolosszus, amely Héliosz hatalmas szobra volt

##### Görög-római vallás
Hellaszban Héliosz napistent korán azonosították a művészetek, a jóslás és gyógyítás istenével, majd később egyre inkább Apollónnal, az egyik főistennel. A késő ókorban több misztériumvallás központja a minden nap meghaló és újjászülető Nap lett (ld. Mithrász, Elagabalus istene, vagy az Aurelianus által tisztelt Sol-Héliosz).
Mithrász tisztelete a rómaiaknál korán, már a köztársaság utolsó éveiben is elterjedt, de erősen keverve különféle elő-ázsiai kultuszrészletekkel.
Hélioszt Solnak nevezték a rómaiak, és gyakran összekeverték Apollónnal vagy luppíterrel. Varro római történetíró alapján Titus Tatius  mitikus király hozta még Rómába a napisten kultuszát, de tisztelete csak a császárkorban, részben keleti, részben görög hatásra, Héliosz, Sol és Mithrász összeolvadása nyomán bontakozott ki.
A görög-római mitológia napistene Héliosz-Sol az ábrázolásokon négylovas hintóján haladt át az égen. Apollón, mint a fény istene szintén rendelkezett szoláris jelentéssel.
Heliogabalus császár a római panteon élére – a szíriai arabok által tisztelt – Elagabal napistent állította, és rangban Jupiter fölé helyezte, ezzel sok rómait megdöbbentve.
A napisten kultuszát összekapcsolták a császárkultusszal. 
A római császárok állították, hogy a Naptól kapták erényességüket, ő rendelte ki az uralkodókat a kormányzásra, akik haláluk után a Napba repülnek, és örökké együtt élnek vele. A földön ők a Nap képviselői, osztoznak istenségében. Ezért nevezték magukat piusnak, (jámbor), felixnek (boldog) és invictusnak (legyőzhetetlen). Invictus volt a napisten neve is, urukat és mesterüket a Mithrász-hívők a „Sol Invictus"sal  a császárok „Legyőzhetetlen Nap" istenével azonosították. 

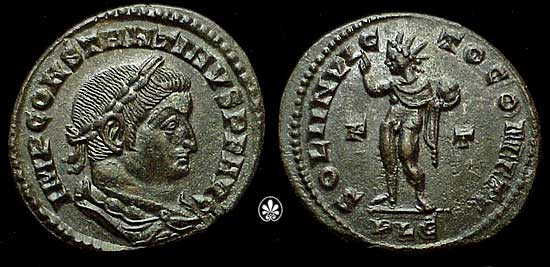
I. Constantinus érméin a Sol invictus felirat szerepelt

Aurelianus császár a római államvallást a napkultusszal összeegyeztette. 
274-ben egy város ostromakor látomása volt: maga a legyőzhetetlen napisten (Sol Invictus) jelent meg előtte, és nyújtotta neki a győzelmi koszorút. Hazatérve a napistent a római istenek közé iktatta és a „Sol Invictust” a Római Birodalom urának és a világ üdvözítőjének nyilvánította. A napisten (és egyben Mithrász) születésnapját, december 25-ét állami ünnepnek nyilvánította, és négyévenként visszatérő ünnepi játékokat szervezett a tiszteletére.
Diocletianus (284-305) Iuppitertől származónak vallotta magát, és a Birodalom oltalmazó istenének Mithrász-Sol Invictus-t nyilvánította ki. I. Constantinus az "első keresztény császár" is eredetileg a "Sol Invictus" kultusz híve volt.

##### Kereszténység, gnoszticizmus
A korai keresztények az egyházatyák leírása alapján maguk is úgy beszéltek Jézusról, mint az Igazság Napjáról. Egyes keresztény írók már 200 körül a Naphoz hasonlították Krisztust, amint kocsiját irányítva feltűnik az égen.
A hermetikusok a Napot az Atyaistennek feleltették meg, világosságát a Fiúnak, melegét a Szentléleknek. 

#### Középkor
A magyar ősvallás és a kereszténység is összekapcsolódik a kozmológiával, és elsősorban annak legfőbb szereplőjével, a Nappal. A magyar nép kialakulása idején a Nap-tisztelet megtalálható volt az egész Kaszpi- és Fekete-tenger menti térség vallásaiban és művészetében egyaránt. Antonio Bonfini még Mátyás király korában is azt írta a masszagétákról, hogy lovat áldoznak a Napnak.
A vezérkultuszban a fővezér ill. nagyfejedelem a Napot megszemélyesítő, megszentelt vezető volt. Felsőbb hatalmak akaratából és támogatásával uralkodott. A Nap-jelkép mindenekelőtt a szent fejedelemhez, a kündühöz kötődött, akinek a méltóságnevében is a török kün (= "Nap") szó lappang. A vezér olyan kivételes lény volt a magyarok hite szerint, mint a türkök szent kagánja vagy a kazárok szakrális királya, aki az Égtől született, s így felsőbb erők, az Ég rendeléséből szervezte meg birodalmát, szabott törvényt, s tette boldoggá, gazdaggá népét. A földi világ az égi világnak vetülete, kiterjesztése volt, tehát amint a vezér ill. nagyfejedelem rosszul uralkodik, uralma alatt nagy csapások történnek, ez azt jelenti, hogy elveszítette a felsőbb erők támogatását, és élete feláldozásával át kell adnia helyét a mennyei erőktől kedveltebb utódjának.
Korai keresztény templomaink is kozmológiai összefüggések ismeretére utalnak, mind csillagtájolásukban, mind pedig kör alakú formájuk miatt.
A korai magyar templomépítészetünk egyik kozmológiai sajátossága, hogy tájolásában a templom védőszentjének naptári napját vették alapul, amit a napfelkeltéhez kapcsoltak. Oda építették a templom szentélyének ablakát, ahová a védőszent napjának hajnalán a Nap első sugarai estek.
Legősibb szavaink: az Úr és az Isten; feltehetőleg sumer eredetűek. Az Úr szó kezdetben Istent jelentett. Fordításai között megtalálható a Nap és a tűz is. Régi örmény és perzsa nyelven az Úr szintén Napot jelentett, míg törökül tüzet. Ezekben a fordításokban megtalálhatók a legősibb istenképeink, amelyek a Nappal és Tűzzel kapcsolhatók össze.
Babba Mária, a tündöklő Nagyasszony, a Napba öltözött boldogasszony a napisten nő alakjából eredeztethető, ez a mezopotámiai hitvilág ismert sajátossága.

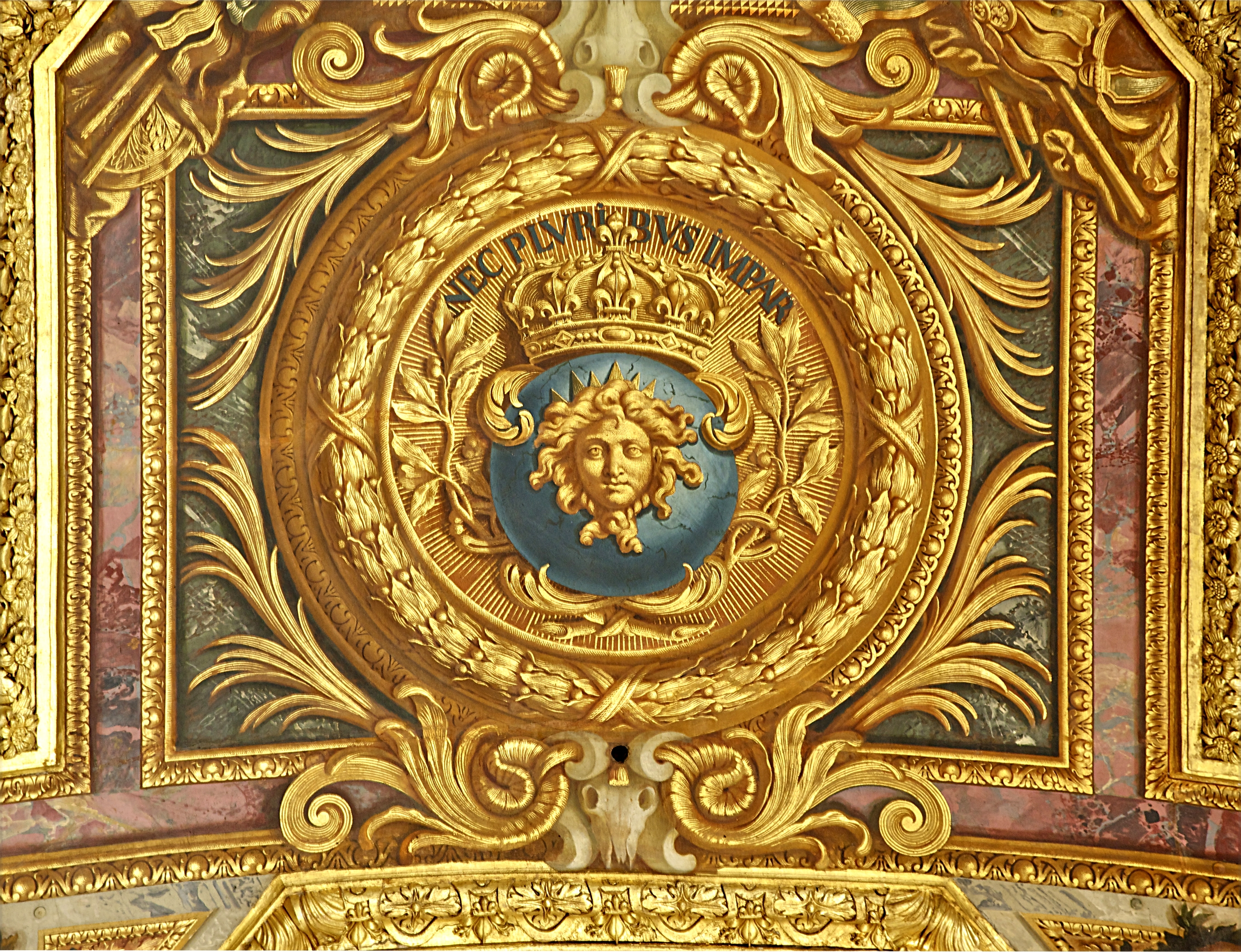
XIV. Lajos, a Napkirály jelképe. Körülötte mottója: Nec pluribus impar („Mindenki felett álló”)

#### Újkor
Az újkorban XIV. Lajos, a Napkirály földöntúli eredetű hatalmát akarta szimbolizálni, ezért újjáélesztette a napkultuszt. Fő rezidenciája, az európai kastélyépítészet csúcspontja, a Versailles-i kastély sugarasan szétágazó utaival kérkedett, minek is képzelte magát gazdája. 
Másik kastélyegyüttese, a Marly  fentről nézve a Naprendszer makettje. Központi épülete a Napot, a környező épületek bolygókísérőit jelképezik.

### Távol-Kelet
Az ókori Kínában női napistent tiszteltek Hszi-ho személyében, aki a „Tíz nap istenanyja” volt (a kínai mitológiában tíz, egymást váltó Nap létezett, amelyekből később egy hős kilencet lenyilazott, így maradt egyetlen Nap az égen), és akit később Ri Gong Tai Jang Csing Jun (Nap nagyapó) váltott fel.
Japánban szintén női napistent imádtak, Amateraszu-ómikamit, akinek még a mai japán társadalomban is fennmaradt kulturális öröksége a császári család (nap)isteni eredete és a szigetország zászlajának központi motívuma.
Japán a „Felkelő Nap országa". Az ország neve (日本, átírással: Nippon) „a Nap származása" szóösszetételből ered. Ma is emberek sokasága zarándokol el minden évben a futamigaurai tengerpartra (közép-Honsú), hogy újév hajnalán a felkelő Napot köszöntsék. A japán mitológia szerint itt kötöttek házasságot Izanami és Izanagi, a Nap (Amateraszu Ómikami) szülei és ma is itt lakozik a Napistennő szelleme. 

### India
A hinduizmus alapművei, a Védák is isteni eredetűnek tekintik a Napot: istennői az Áditják (akik későbbi elveszítették identitásukat és alakjuk beleolvadt Szúrja, a fő napisten, vagyis maga a Nap alakjába).
A Mitra jelentése "barát". Az óind mitológiában ő a Nap fivére, más értelmezésben a Nap Mitra szeme. Szoros viszonyban van Varunával, az Ég istenével, rendszeresen együtt bukkan elő vele a Védák himnuszaiban.
Csandragupta Maurja önmagát a „Nap őré"-nek tartotta. A középkori India uralkodói is a mitikus „Nap-nemzetség" (Szúrja-Vamsa) leszármazottjainak tartották magukat.

### Amerika

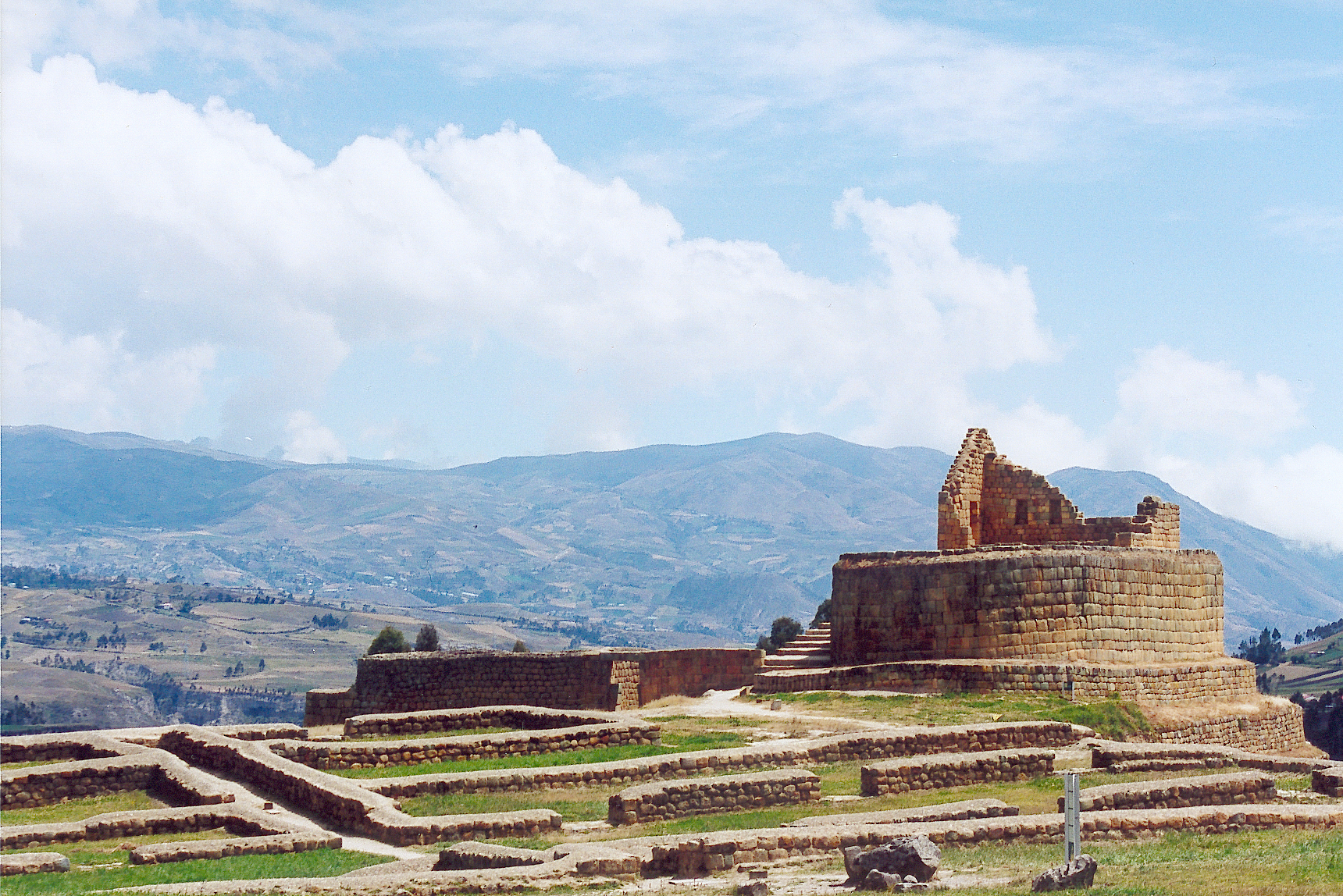
A napkultusz egy templomának romjai, a mai Ecuador területén

A Nap istenkénti tisztelete a Föld átellenes oldalán, az amerikai kontinensen is elterjedt.

#### Közép-Amerika
Az azték mitológiában Tonatiuh  volt a Nap istene, a mennyek ura, aki immár ötödik volt a sorban, miután négy korábbi napisten korszaka véget ért.
A főisten Vitzilopocstli (Huitzilopochtli), maga a Nap. Ő volt a világ teremtője. A hatalmas piramisok tetején épült templomok az ő templomai voltak, az emberáldozatok vértől csepegő szíve az övé volt. Az azték nép a Nap fiainak nemzete; felkeltét harsonaszóval és áldozatokkal ünnepelték, templomaiban aranytükrök verték vissza a fényét. 
Az aztékok emberáldozatot is bemutattak. Az áldozatot a piramis tetején levő oltárhoz vonszolták, kezeit-lábait lefogták, a mellét obszidián késsel felvágták, kitépték belőle a szívet, majd a Napistennek ajánlották. 

#### Dél-Amerika
A dél-amerikai indiánok hiedelemvilágának közös eleme volt az ókori Egyiptomból és Perzsiából már jól ismert napkultusz; ez állt a viszonylag fejlett, politeista vallás középpontjában. A napistent számos kisebb, a termékenységkultusszal szoros kapcsolatban álló istenség vette körül (esőisten, kukoricaisten stb.), de ezek dicsőségét a Nap mindenképpen elhomályosította.
A napisten szerepe és jelentősége, úgy tűnik, az inkák birodalmában volt a legkiemelkedőbb, mivel azt feltételezték, hogy az uralkodócsalád feje közvetlenül a Nap leszármazottja. A Napisten képviselője a sapa inka (a Nap fia) volt. A Nap, mint leghatalmasabb isten azonban nem élt egyedül az inka mitológia szerint, felesége, a Hold hűségesen állt mellette. 
Az inkák főünnepe is szorosan kapcsolódott a napkultuszhoz. Az Inti Raymi ünnepséget (szó szerint: "a Nap ünnepe") Inti  napisten tiszteletére rendezték meg és rendezik napjainkban is minden évben, a júniusi napforduló idején.
A cuzcoi naptemplom (Korikancsa)  az egyik legjelentősebb templom volt, amit az inkák építettek. Falait a mennyezettől a padlóig aranytáblák és aranylemezek borították, a keleti fal mellett a főoltáron pedig a nap óriási alakja volt, egyetlen vastag aranylemezből. Az inka királyok maguk is a Naptól való származással hivalkodtak.

### Napjaink
Napjainkban a Nap tisztelete újra felmenőben van. Az elmúlt évtizedekben a világ lakosságának egyre jelentősebb része régen nem látott lelkesedéssel és odaadással fordul a Nap felé. Az ősi napkultusz emlékei (pl. Stonehenge) egyre nagyobb tömegeket vonzanak. A Nap hat kedélyünkre, lelkiállapotunkra, egészségünkre; a napkelte és a napnyugta spirituális élményekkel járnak. Olyan kultuszok dívnak, mint pl. a napnézés. A fényevés hívei szerint az élet táplálkozás nélkül is lehetséges, és az ember képes az élete fenntartásához csak a napfényből elegendő energiát nyerni.
Napjainkban a Napot már nem istenségként kezelik, hanem gyakran Isten vagy az Élő Világegyetem megnyilvánulásaként érzékelik.
Tisztelete India hindu népeinél napjainkban is gyakran a mindennapos szertartások részét képezi. A naptisztelet különösen kimutatható az újpogányságban (tehát nyugaton is), melynek fontos ünnepei szerveződnek a nyári és téli napforduló, illetve tavaszi és őszi nap-éj egyenlőség köré. A decemberi téli napfordulón, a Yule (Jul) ünnepén köszöntik az újpogányok és a mai boszorkányok az újjászülető Napot.

## Jézus Krisztus napisteni eredete
A Biblia alapján a Nap Isten teremtménye, ezért kultikus tisztelete tiltott, de Istennek a jelképe.
Kultúránkban a leginkább elterjedt vallás a kereszténység lett, mindennapi életünket a keresztény kultúra és erkölcs befolyásolta és befolyásolja jobbára ma is. Az egyistenhívő vallásnak látszólag vajmi kevés köze van a napkultuszhoz, néprajz- és történelemkutatók azonban a szimbólumrendszerek közös gyökereire mutattak rá, miszerint külsőségeiben Jézus Krisztus lényegében egy ókori napisten. A perzsa gyökerű Zarathustra vallásban jelent meg először egy, a halálával az embereket halhatatlanná tevő istenség, akit véráldozattal ünnepeltek a hívők, akik főként pásztorok voltak. A véráldozatok betiltását követően a vallás többszörösen átalakult, hogy végül kialakuljon Mithra (görögösen Mithrász), a napisten kultusza. Mithrász a mítosz szerint a téli napfordulókor, az akkori római naptár szerint december 25-én, egy barlangban született. Bölcsőjét őt imádó pásztorok vették körül. Felnőve megölte a termékenységi jelképet jelentő bikát, és ezzel megváltotta az embereket, halhatatlansággal ajándékozva meg őket. Minthogy a bika ugyancsak ő volt más személyben, ezzel saját magát áldozta fel az emberekért. Híveinek beavatását szentelt vízzel való meghintéssel végezték. A hívek rendszeresen részt vettek egy kenyérből, vízből és borból álló vacsorán, amelyen Mithrász utolsó vacsorájára emlékeztek, amit követően istenük napkocsin az égbe szállt. Rómában kapta a Sol Invictus – Legyőzhetetlen Nap – nevet. A rengeteg egyezőség Krisztus bibliai történetével nem véletlen: Mithrász történetét az 1. században római katonák vitték Rómába, ahol az gyorsan és igen széles körben terjedt el a lakosság minden rétegében. Krisztus története tehát lényegében egy korábbi napisten mitológiai átalakulása lehet.

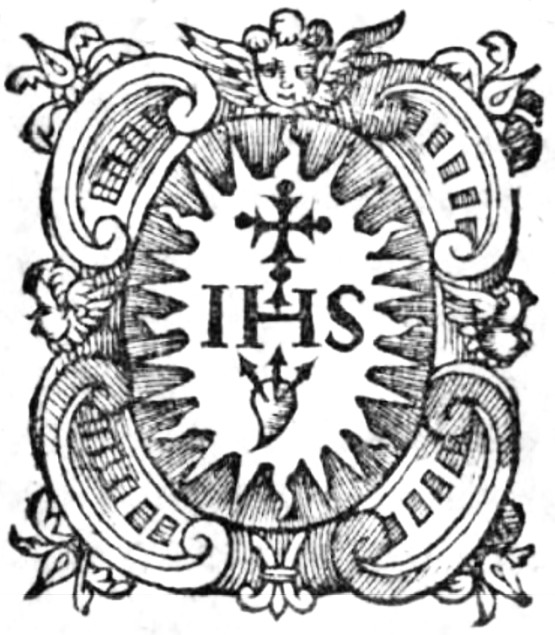
IHS jezsuita embléma (1586)

Nem csak a Mithrász-Krisztus életút párhuzama utal a keresztény Megváltó napisteni eredetére, hanem a Virágvasárnap-történet is. A napistenek a nyári napfordulókor értek hatalmuk, dicsőségük csúcspontjára. Jézus is a jeruzsálemi bevonulás után ért működése csúcspontjára, ahová két szamáron vonult be. Krisztus korában a Nap a Rák csillagképben járt a nyári napforduló idején, azaz ekkor ért évi csúcspontjára, és a csillagkép neve sem rák, hanem Két Szamár volt (erre utal a Rák csillagkép két legfényesebb csillagának latin neve: Asellus Borealis és Asellus Australis, azaz Északi és Déli Szamárka is). Az tehát, hogy Jézus felült két szamárra és mindössze egy hét alatt beteljesítette élete fő művét, az annak csillagászati allegóriája, ahogy más vallásokban a napisten dicsősége csúcspontjára ér.
Az első századokban az Úr (Jézus) ünnepe a „Nap napja" ünnepére került: vasárnapra. A nyugati nyelvekben ez még máig tetten érhető (Sunday, Sonntag).
A római katolikus hitben a szentmise során átváltoztatott ostya, amely napszimbólum is, Krisztus testévé válik, ezért kerek, s van rajta feszület vagy napsugarai IHS monogram. Napjelkép már az eucharisztia ószövetségi előképe, a zsidó nép pusztai vándorlása során az égből hulló manna is.

## Népművészet

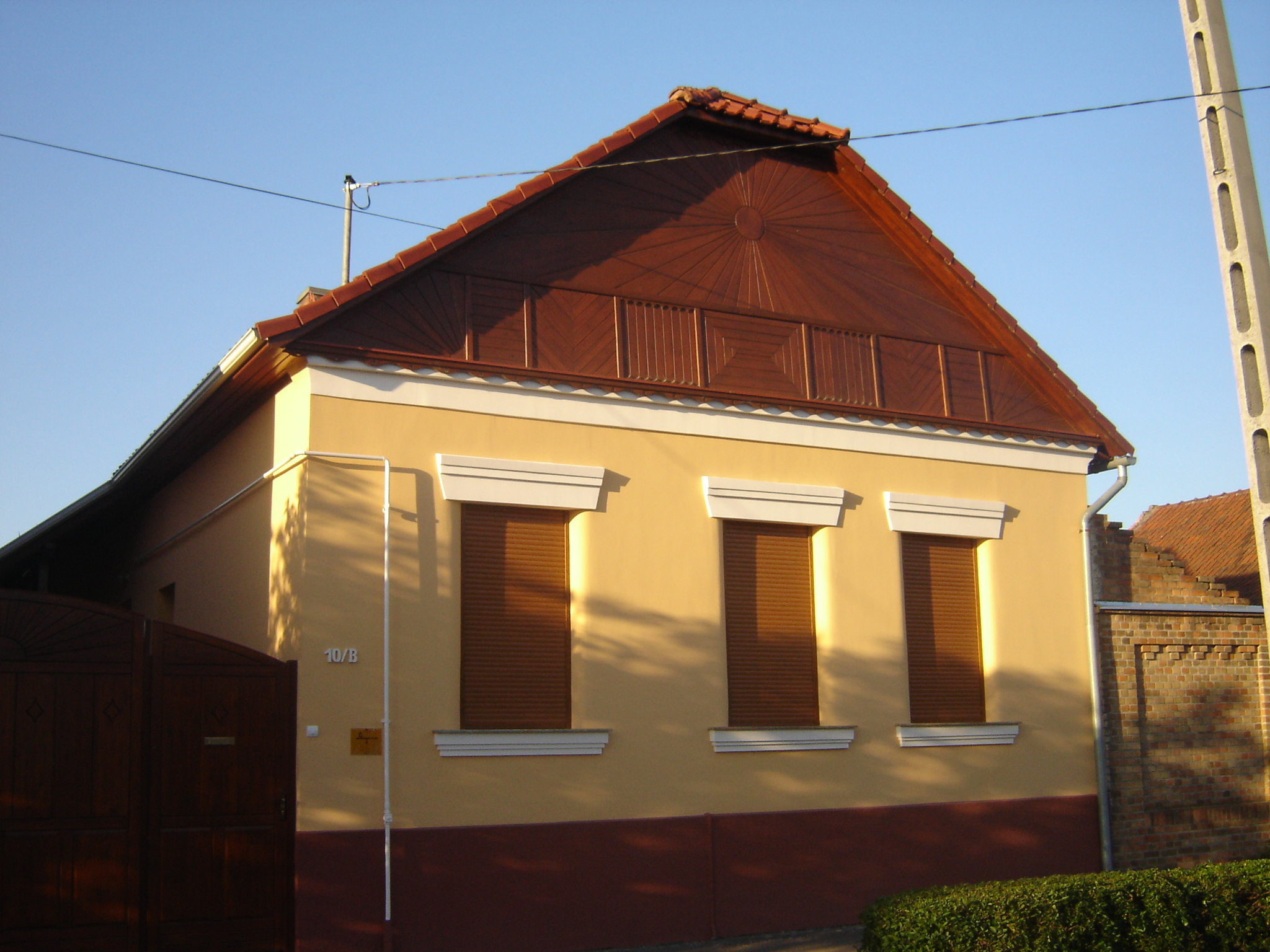
Napsugárdíszes homlokzat Szegeden

Szeged népművészetének jellegzetességei a napsugárdíszes házhomlokzatok. Ez a homlokzatdíszítés az egykori napkultusz maradványa.
Az erdélyi székelyek hagyományos napsugaras kiskapuik 11-12 sugarában Jézust látják.

#### Megjegyzés
1. ↑  A "napkorong"-ként ismert meghatározás nem pontos. Az Ahet-Aton-i (Amarna) domborműveken gömb formájúra vésték ki a Napot.
2. ↑  Ekkor a fáraó már nem isten, „csak” isten gyermeke, Ré fia.
3. ↑  Az általában "napkorong"-ként ismert meghatározás nem pontos. Az Ahet-Aton-i (Amarna) domborműveken gömb formájúra vésték ki a Napot.

## Fordítás
- Ez a szócikk részben vagy egészben  a   Sun deity című angol Wikipédia-szócikk fordításán alapul.  Az eredeti cikk szerkesztőit annak laptörténete sorolja fel. Ez a jelzés csupán a megfogalmazás eredetét és a szerzői jogokat jelzi, nem szolgál a cikkben szereplő információk forrásmegjelöléseként.